# Forcipomyia bystraki
Forcipomyia bystraki is een muggensoort uit de familie van de knutten (Ceratopogonidae). De wetenschappelijke naam van de soort is voor het eerst geldig gepubliceerd in 1975 door Grogan and Wirth.